# Fuvahmulah
Fuvahmulah ist ein gehobenes Atoll der Malediven. Es liegt im Süden der Inselkette, etwa 55 km südöstlich des Huvadhu-Atolls und 38 km nordwestlich des Addu-Atolls.
Das Atoll ist deckungsgleich mit dem Gebiet des Verwaltungsatolls Fuvahmulah-City (Gnaviyani). 2014 hatte das Gebiet 8095 Einwohner.